# Franco Menichelli
Franco Menichelli (* 3. srpna 1941 Řím) je bývalý italský gymnasta.
Od jedenácti let byl členem klubu ASD Ginnastica Romana a v roce 1957 ho trenér Romeo Neri povolal do reprezentace. Jeho nejsilnější disciplínou byla prostná, kde uplatnil svůj originální styl, obsahující přemety vzad, jako první také při cvičení nosil krátké kalhoty. Na domácích Letních olympijských hrách 1960 obsadil třetí místo v prostných a v soutěži družstev. Na Letních olympijských hrách 1964 získal v prostných zlatou medaili a byl také stříbrným medailistou na kruzích a bronzovým na bradlech. Získal tři bronzové medaile na mistrovství světa ve sportovní gymnastice: v roce 1962 v prostných a v roce 1966 v prostných a na kruzích. Je šestinásobným mistrem Evropy (prostná 1961, 1963 a 1965, víceboj, kruhy a hrazda 1965), osminásobným vítězem Středomořských her a šestinásobným mistrem Itálie ve víceboji.
Kariéru ukončil po zranění achillovy šlachy na Letních olympijských hrách 1968. V letech 1973 až 1979 byl trenérem italské gymnastické reprezentace.
Jeho starší bratr Giampaolo Menichelli byl italským fotbalovým reprezentantem.